# Metalectra tantillus
Metalectra tantillus là một loài bướm đêm trong họ Erebidae.